# Liste des cavités naturelles les plus longues des Yvelines
La liste des cavités naturelles les plus longues des Yvelines recense, sous forme de tableau(x), les cavités souterraines naturelles connues dans ce département français, dont le développement est supérieur ou égal à trente mètres.
La communauté spéléologique considère qu'une cavité souterraine naturelle n'existe vraiment qu'à partir du moment où elle est « inventée » c'est-à-dire découverte (ou redécouverte), inventoriée, topographiée et publiée. Bien sûr, la réalité physique d'une cavité naturelle est la plupart du temps bien antérieure à sa découverte par l'homme ; cependant tant qu'elle n'est pas explorée, mesurée et révélée, la cavité naturelle n'appartient pas au domaine de la connaissance partagée.
La liste spéléométrique des 4 plus longues cavités naturelles des Yvelines (≥ trente mètres) est actualisée à fin décembre 2018.
La plus longue cavité souterraine naturelle répertoriée dans le département des Yvelines est « le Labyrinthe de Follainville », sur la commune de Follainville-Dennemont (cf. ligne 1 du tableau ci-dessous).

Les cavités anthropiques que sont les carrières souterraines ne sont pas incluses dans cette liste de cavités naturelles.

## Cavités des Yvelines (France) de développement supérieur ou égal à30 mètres
4 cavités sont recensées au 31-12-2018.
| Réf. | Cavités (autres noms)                                   | Communes                | Massifs ou zones géographiques                                                                | Dévelop. (mètres)   | Dénivel. (mètres) | Sources ou références                                                            | Mises à jour |
| ---- | ------------------------------------------------------- | ----------------------- | --------------------------------------------------------------------------------------------- | ------------------- | ----------------- | -------------------------------------------------------------------------------- | ------------ |
| 1    | Labyrinthe de Follainville 49° 00′ 55″ N, 1° 42′ 07″ E  | Follainville-Dennemont  | Parc naturel régional du Vexin français                                                       | +000105, m          | NC                | Spéléométrie de la France & Gouffres et Abîmes d'IDF                             | 2000-12      |
| 2    | Grande grotte de Chantebise 49° 01′ 23″ N, 1° 54′ 48″ E | Tessancourt-sur-Aubette | Parc naturel régional du Vexin français                                                       | +0 00051, m         | NC                | Spéléométrie de la France & Gouffres et Abîmes d'IDF                             | 2000-12      |
| 3    | Grotte n°2 des Sablons 49° 01′ 02″ N, 1° 55′ 19″ E      | Tessancourt-sur-Aubette | Parc naturel régional du Vexin français                                                       | +0 00043, m         | NC                | Spéléométrie de la France & Gouffres et Abîmes d'IDF                             | 2000-12      |
| 4    | Grotte de Clachaloze 49° 04′ 19″ N, 1° 36′ 35″ E        | Gommecourt              | Parc naturel régional du Vexin français / Réserve naturelle nationale des coteaux de la Seine | +0 00043, m environ | +0003, m          | Spéléométrie de la France, Philippe Emery, Geocaching & Gouffres et Abîmes d'IDF | 2018-08      |